# Michael Uchebo
Michael Okechukwu Uchebo (Enugu, Nigeria, 3 de febrero de 1990) es un futbolista nigeriano que se desempeña como delantero y actualmente se encuentra sin equipo.

## Selección nacional
Ha sido internacional con la selección de fútbol de Nigeria en 5 ocasiones y ha convertido un gol.

### Participaciones en Copas del Mundo
| Mundial                        | Sede   | Resultado        | Partidos | Goles |
| ------------------------------ | ------ | ---------------- | -------- | ----- |
| Copa Mundial de Fútbol de 2014 | Brasil | Octavos de final | 1        | 0     |

### Participaciones en Copas Africanas
| Copa                                | Sede      | Resultado      |
| ----------------------------------- | --------- | -------------- |
| Campeonato Juvenil Africano de 2009 | Ruanda    | Tercer lugar   |
| Campeonato Africano Sub-23 de 2011  | Marruecos | Fase de grupos |

## Clubes
| Club              | País         | Año       |
| ----------------- | ------------ | --------- |
| Enugu Rangers     | Nigeria      | 2008-2009 |
| VVV-Venlo         | Países Bajos | 2010-2012 |
| Círculo de Brujas | Bélgica      | 2012-2014 |
| Boavista          | Portugal     | 2014-2016 |
| Enugu Rangers     | Nigeria      | 2018-2019 |